# Alpha (группа)
Alpha — английская музыкальная группа в жанре трип-хоп и электронной музыки. На данный момент, в состав группы входят Corin Dingley, тексты песен и вокал от Wendy Stubbs, а также Hannah Collins; другой основатель группы, Andy Jenks, покинул её в 2007, до релиза альбома «The Sky Is Mine». В начале, работая под названием «Ariel», дуэт из Dingley и Jenks собрался в 1995 после того, как они поработали в различных проектах на Бристольской сцене, родины таких трип-хоп групп, как Massive Attack и Portishead. Как и Massive Attack, Alpha приглашает других исполнителей для добавления вокала на свои downtempo, beat-driven композиции в конце 1990-х, из-за чего их относят к категории «Пост Трип-хопа». «ComeFromHeaven», их дебютный альбом, был первым альбомом, выпущенным на лейбле Massive Attack’s Melankolic в 1997. Сейчас они работают с лейблом Don't Touch Recordings, который они сами же основали. Их последняя работа была выполнена совместно с Horace Andy в Августе 2009 года, и называлась 'Two-Phazed People'.

## Дискография
- ComeFromHeaven (30 Сентября 1997)
- Pepper: Remixes & Rarities (22 Сентября 1998)
- The Impossible Thrill (20 Марта 2001)[1]
- Stargazing (23 Марта 2004)
- Made In Space (2003)
- Lost In A Garden Of Clouds (Part 1) (2004)
- Lost In A Garden Of Clouds (Part 2) (2006)
- Without Some Help (2006)
- Without Some Help. Net Edition (2006)
- The Sky Is Mine (4 Сентября 2007)
- Ariel (2009) — EP включающий в себя ранее неизданные треки, когда ещё группа называлась 'Ariel'.
- Two-Phazed People совместно с Horace Andy (1 Августа 2009)
- «Eleventh Trip» (2012)